# Phoxophrys spiniceps
Espèce
Phoxophrys spiniceps est une espèce de sauriens de la famille des Agamidae.

## Répartition
Cette espèce est endémique de Bornéo. Elle se rencontre au Sabah, au Sarawak et au Kalimantan.

## Publication originale
- Smith, 1925 : On a collection of Reptiles and Amphibians from Mt. Murud, Borneo. Sarawak Museum Journal, vol. 3, p. 5-14 (texte intégral).